# Кубок Данії з футболу 2007—2008
Кубок Данії з футболу 2007–2008 — 54-й розіграш кубкового футбольного турніру в Данії. Титул вшосте здобув Брондбю.

## Календар
| Раунд        | Дата                         | Матчі | Клуби    |
| ------------ | ---------------------------- | ----- | -------- |
| Перший раунд | 6-9 серпня 2007              | 44    | 104 → 60 |
| Другий раунд | 28 серпня - 5 вересня 2007   | 28    | 60 → 32  |
| 1/16 фіналу  | 25-27 вересня 2007           | 16    | 32 → 16  |
| 1/8 фіналу   | 31 жовтня - 1 листопада 2007 | 8     | 16 → 8   |
| 1/4 фіналу   | 8-9 березня 2008             | 4     | 8 → 4    |
| 1/2 фіналу   | 9/16-17 квітня 2008          | 4     | 4 → 2    |
| Фінал        | 1 травня 2008                | 1     | 2 → 1    |

## 1/16 фіналу
| Команда 1         | Рахунок | Команда 2                      |
| ----------------- | ------- | ------------------------------ |
| 25 вересня 2007   |         |                                |
| Єтсмарк (3)       | 2:3 дч  | Сківе (2)                      |
| 26 вересня 2007   |         |                                |
| Фредерісія (2)    | 1:3     | Копенгаген                     |
| Фюн (3)           | 0:2     | Ольборг                        |
| Греве Фодболд (3) | 4:0     | Хобро (3)                      |
| Єррінг (3)        | 0:3     | Мідтьюлланн                    |
| Герфельге (2)     | 4:2     | Люнгбю                         |
| Гольбек (2)       | 0:1     | Сеннер'юск (2)                 |
| Нествед (2)       | 3:2     | Горсенс                        |
| Олстюкке (2)      | 0:3     | Раннерс                        |
| Сількеборг (2)    | 1:2     | Брондбю                        |
| Скйолд (3)        | 1:4     | Коллінг (2)                    |
| Тістед (3)        | 0:2     | Орхус                          |
| Верлосе (3)       | 1:4     | Есб'єрг                        |
| Варде (3)         | 7:3     | Лолланд-Фальстер Алліансен (2) |
| Вайле (2)         | 2:1     | Норшелланн                     |
| 27 вересня 2007   |         |                                |
| Відовре (2)       | 0:2     | Оденсе                         |

## 1/8 фіналу
| Команда 1         | Рахунок      | Команда 2   |
| ----------------- | ------------ | ----------- |
| 31 жовтня 2007    |              |             |
| Орхус             | 0:1          | Мідтьюлланн |
| Греве Фодболд (3) | 0:2          | Сківе (2)   |
| Нествед (2)       | 5:2          | Коллінг (2) |
| Оденсе            | 0:1 дч       | Брондбю     |
| Сеннер'юск (2)    | 0:2 дч       | Раннерс     |
| Варде (3)         | 0:4          | Копенгаген  |
| Вайле (2)         | 0:0 пен. 5:4 | Ольборг     |
| 1 листопада 2007  |              |             |
| Герфельге (2)     | 0:1 дч       | Есб'єрг     |

## 1/4 фіналу
| Команда 1      | Рахунок | Команда 2   |
| -------------- | ------- | ----------- |
| 8 березня 2008 |         |             |
| Нествед (2)    | 0:2     | Копенгаген  |
| 9 березня 2008 |         |             |
| Брондбю        | 2:1     | Раннерс     |
| Сківе (2)      | 0:4     | Есб'єрг     |
| Вайле (2)      | 1:2     | Мідтьюлланн |

## 1/2 фіналу
| Команда 1        | Заг. | Команда 2   | 1-й матч | 2-й матч |
| ---------------- | ---- | ----------- | -------- | -------- |
| 9/16 квітня 2008 |      |             |          |          |
| Копенгаген       | 2:3  | Есб'єрг     | 0:1      | 2:2 дч   |
| 9/17 квітня 2008 |      |             |          |          |
| Брондбю          | 5:0  | Мідтьюлланн | 3:0      | 2:0      |

## Фінал
| 1 травня 2008 16:00 (EEST) |

| Брондбю                                 | 3:2      | Есб'єрг       |
| --------------------------------------- | -------- | ------------- |
| Гольмен 15' фон Шлебрюгге 69' Ретов 85' | Протокол | Рікс 63', 79' |

| Паркен, Копенгаген Глядачів: 33 154 Арбітр: Клаус Бо Ларсен |